# Сідні Нолан
Сер Сідні Роберт Нолан (англ. Sidney Robert Nolan; 22 квітня 1917, Карлтон, Вікторія, Австралія — 28 листопада 1992, Лондон, Англія) — один з провідних художників-сюрреалістів Австралії 20-го століття. Сідні Нолан автор більше ніж 50 персональних виставок, а також величезної кількості групових виставок. Роботи Нолана знаходяться в музеях Нью-Йорку («Музей сучасного мистецтва»), Ліверпуля (Художня галерея «Вокер»), Мельбурна («Національна галерея Вікторії»), Лондона (галерея «Тейт»), Канберрі («Національна галерея Австралії»), Сіднеї («Художня галерея Нового Південного Уельсу») та ін.

## Життєпис
Сідні Нолан народився 22 квітня 1917 року в Карлтоні, передмісті Мельбурна. Нолан був старшим з чотирьох дітей у сім'ї ірландських емігрантів: Сідні (батько, водій трамваю) та Дори (мати, домогосподарка).
У 1931 році Сідні закінчив «Державна технічну школу Брайтона», потім вступив до технічний коледж. З 16 років Сідні став працювати, а у 17-річному віці, у 1934 році, почав відвідувати вечірній художній клас художнього училища при «Національній галереї Вікторії». У 1941 році Нолан брав участь у створенні декорації та костюмів для балету Сержа Лифара «Ікар» у Сіднеї.
Нолан багато подорожував по Європі, Мексиці, Японії, удосконалював свою майстерність в США протягом двох років. Працював художником театру, ілюстрував книги. Побував у Африці, Китаї, Австралії і навіть Антарктиді.
Вперше Нолан відвідав Європу в 1950 році. У 1951 році Нолан переїхав до Лондона. З 1955 року Нолан мешкав переважно у Лондоні.

## Творчість
Під час Другої світової війни Нолан дезертирував з армії, переховувався. У цей період, 1945—1947 роки, він написав перші роботи з своєї найвідомішої серії картин — Нед Келлі. Нед Келлі — також ірландець за походженням, був відомим австралійським розбійником. У XIX столітті слава про нього гриміла по всій країні, він став народним героєм. Саме цей персонаж і надихнув Сідні Нолана на серію картин, яка на сьогоднішній день вважається шедевром австралійської живопису XX століття. Ці роботи поклали початок міжнародній популярності Сідні Нолана.

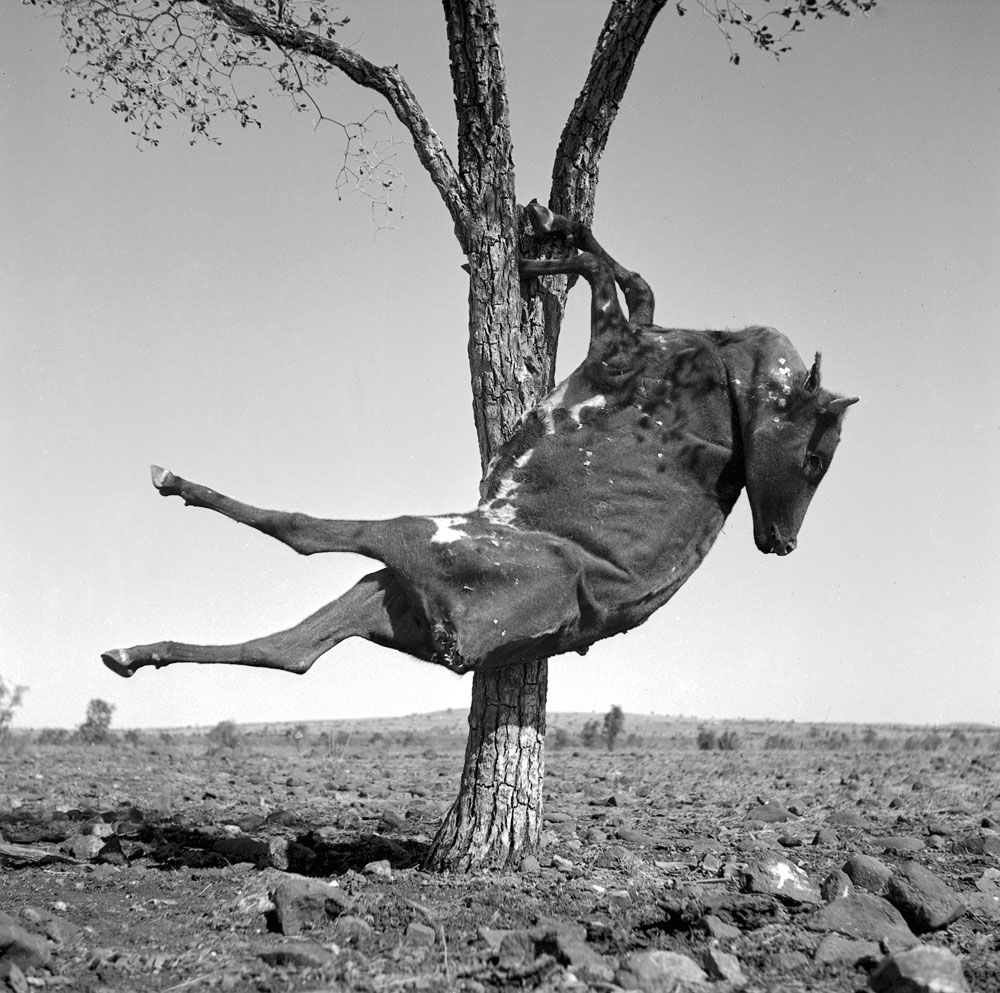
Ефекти посухи в глибинці штату Квінсленд. Світлина Сідні Нолан, 1952 рік

У 2010 році картина Нолана Стрілець першого класу (First-Class Marksman) пішла з аукціону за рекордну для Австралії суму в 5,4 мільйона австралійських доларів. Відомо, що найдорогоціннішу картину Австралії придбав фонд художника-сюрреаліста Джеймса Ґлісона, який потім передав своє придбання художній галереї у Сіднеї.
Нолан досить близько сприймав творчість сюрреалістів в цілому і Пікассо, Сезанна і Матісса зокрема, з часом напрацювавши свою власну, унікальну манеру живопису. Метод роботи, який застосовував Нолан при створенні своїх картин, носить назву — емоційний контакт. Метод цей полягав у дуже швидкому створенні полотна, поки емоції сильні. При цьому його полотна зовсім не являють собою безформну абстракцію, це, як правило, фігуративні роботи. Картини Нолана справляють досить сильне враження — його почуття кольору є оригінальним і сучасним. У 1959 році Нолан брав участь у виставці «Документа 2» в Касселі.
Картини Нолана об'єднані у серії: Африка, Австралія, Антарктида та ін. Художник багато їздив по світу, працюючи в багатьох місцях. Добре відомий цикл картин Купальниці, що пародіює зображення оголеного тіла і спроби художників-імпресіоністів фіксувати кожну мить життя.
У 50-х Нолан створив серію картин за сюжетами давньогрецької міфології. Нолан створив кілька тисяч робіт, серед яких як картини, створені олією на полотні, так і безліч принтів. У 1978 році Нолан представив свою серію Ґалліполі у «Австралійському військовому меморіалі». Ця серія, 252 малюнки та картини, 20-річна праця Нолана, були передані «Австралійському військовому меморіалу», в пам'ять про свого брата Раймона, що загинув у результаті нещасного випадку якраз перед кінцем Другої світової війни.
Сідні Нолан по праву вважають одним з найвидатніших сучасних австралійських художників. За внесок у австралійське мистецтво художник отримав лицарське звання, а також мав безліч нагород і був лауреатом багатьох світових премій.

## Особисте життя
Нолан у 1938 році одружився вперше, однак шлюб виявився не надто міцним, і вони з Елізабет розлучилися. У 30-х роках Нолан називав своєю музою Санді Рід (Sunday Reed), відому покровительку австралійського мистецтва, стосунки з якою ніколи не були оформлені офіційно — Санді була одружена і розлучатися заради Нолана відмовилася. Одружився вдруге у 1948 році, його обраницею стала родичка Санді, Синтія — сестра її чоловіка Джона Ріда. Третьою дружиною художника стала Мері Бойд у 1978 році.
Сідні Нолан помер 28 листопада 1992 року, у віці 75 років, в Лондоні. Похований на Гайґейтському цвинтарі Лондона.

## Премії та нагороди
- «Лицар-бакалавр» (1981)[10]
- Кавалер «Ордена Заслуги» (1983)
- Компаньон «Ордена Австралії» (AC) (1988)
- Почесний член «Американської академії мистецтв та літератури»
- Член «Королівської академії мистецтв»